# 淘金殺手
是一部於2018年上映的美國西部片，由賈克·歐迪亞執導。電影改編自派崔克·德威特的同名小說，由約翰·C·萊利和瓦昆·菲尼克斯主演。
電影於2018年9月2日在威尼斯影展進行全球首映，並於2018年9月21日由Annapurna Pictures在美國發行。

## 演員
- 約翰·C·萊利 飾 伊萊·希斯特
- 瓦昆·菲尼克斯 飾·查理·希斯特
- 傑克·葛倫霍 飾 約翰·莫利斯
- 里茲·阿邁德 飾 赫曼·克米特·渥爾姆
- 魯格·豪爾 飾 准將
- 卡蘿·凱恩（英语：Carol Kane） 飾 希斯特太太
- 蕾貝卡·魯特（英语：Rebecca Root） 飾 梅菲爾德
- 伊恩·雷丁頓（英语：Ian Reddington） 飾 父親
- 理查德·巴拉克 飾 雷克斯
- 艾莉森·托爾曼（英语：Allison Tolman） 飾 梅菲爾德·沙龍

## 製作

### 拍攝
主體拍攝在2017年6月初於阿爾梅里亞進行，而整個夏天在塔韋爾納斯、納瓦拉和亞拉岡繼續拍攝。

## 發行
電影於2018年9月2日在威尼斯影展進行全球首映。電影亦於2018年9月7日在多倫多國際影展上放映。電影定於2018年9月21日由Annapurna Pictures發行。

### 評價
爛番茄根據56條評論，持有82%的新鮮度，平均得分7.2／10。在Metacritic上，電影獲得了79分。

## 外部連結
- 互联网电影数据库（IMDb）上《淘金殺手》的资料（英文）
- Box Office Mojo上《淘金殺手》的資料（英文）
- Metacritic上《淘金殺手》的資料（英文）
- 爛番茄上《淘金殺手》的資料（英文）
- AllMovie上《淘金殺手》的资料（英文）
- 開眼電影網上《淘金殺手》的資料（繁體中文）
- 雅虎香港電影上《淘金殺手》的資料（繁體中文）
- 时光网上《淘金殺手》的資料（简体中文）
- 豆瓣电影上《淘金殺手》的資料 （简体中文）